# Siroko
Siroko es una empresa española fabricante de accesorios y ropa deportiva, cuyo domicilio social está en Gijón, Asturias. 

## Historia
Siroko se fundó el 25 de abril de 2016 como un pequeño estudio de diseño de gafas, para convertirse luego en una firma de ropa deportiva especializada en ciclismo, deporte en el que ha patrocinado la Vuelta a España y la Volta a Cataluña, para ampliar su oferta al esquí y otros deportes posteriormente.
En 2024 se convirtió en el patrocinador principal del equipo de LaLiga Real Sporting de Gijón, y firmó un acuerdo de colaboración con Los Angeles Lakers de la NBA.